# Agasta
Agasta is een geslacht van kevers uit de familie bladkevers (Chrysomelidae).
De wetenschappelijke naam van het geslacht werd in 1840 gepubliceerd door Frederick William Hope.

## Soorten
- Agasta annamica Kimoto & Gressitt, 1981